# معدن (بایبورد)
معدن (به ترکی استانبولی: Maden) (به کردی: Meden) یک منطقهٔ مسکونی در ترکیه است که در بایبورد واقع شده‌است. معدن ۱۹۳ نفر جمعیت دارد.